# لا شيء يضيع، لا شيء يخلق، الكل يتحول

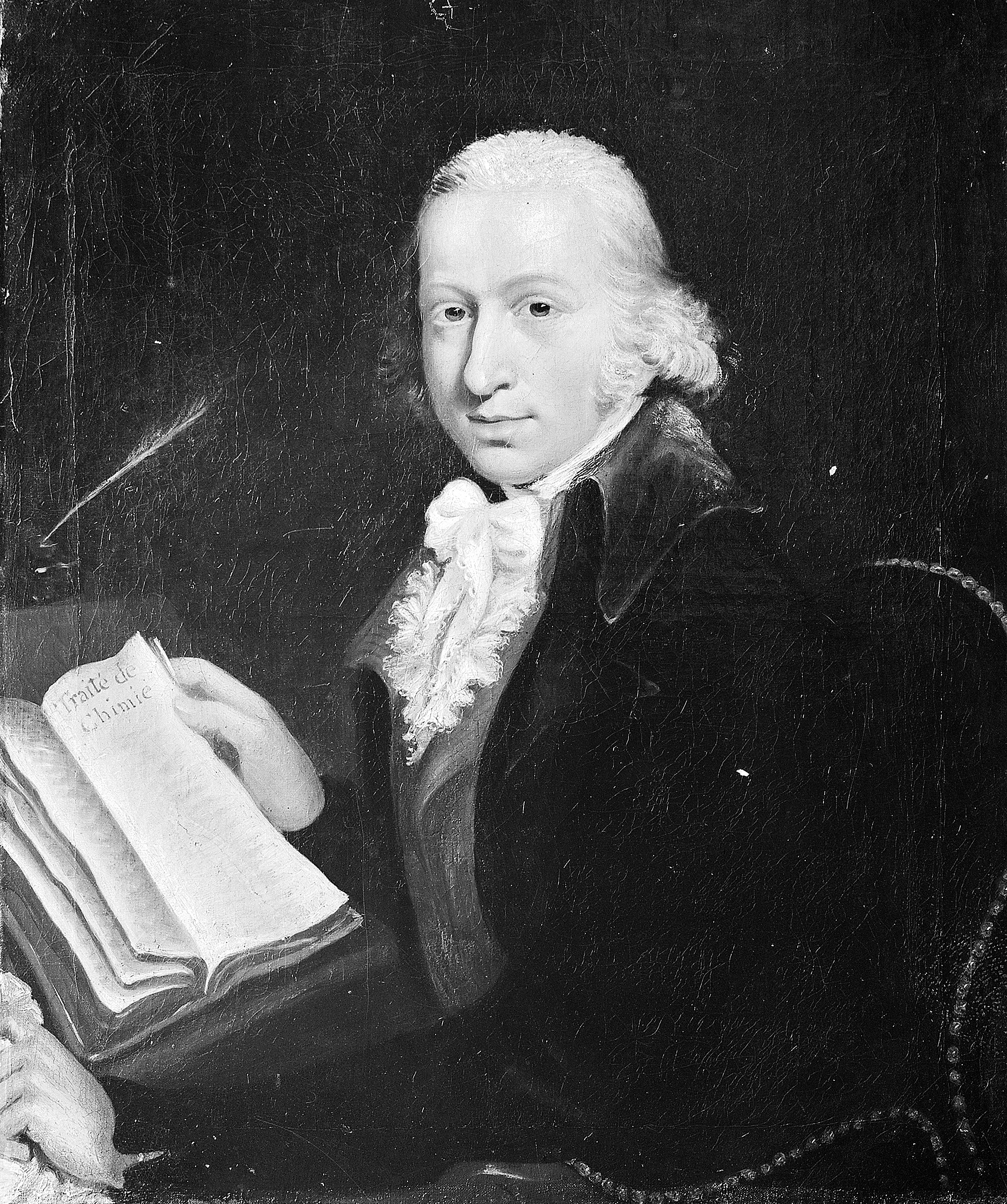

لا شيء يضيع، لا شيء يُخلق، كل شيء يتحوّل ترجمت إلى العربية بصيغٍ مختلفة يمكن أن ندرجها كالتالي:
- لا شيءَ يُفقد ولا شيءَ يُخلق. كلُّ شيءٍ يتحوّل.[1]
- لا شيء يفنى لا شيء يخلق كل شيء يتحول.
- لا شيءَ يُفقد ولا شيءَ يُخلق. كلُّ شيءٍ يتحوّل.[1]
- لا شيء يفقد لا شيء يولد الكل يتحوَّل.[2]

وقد وردت في الكتاب الأصلي للكاتب بالفرنسية كالآتي: Rien ne se perd, rien ne se crée, tout se transforme
وهي قولة للكيميائي الفرنسي أنطوان لافوازييه (1743 – 1794) Antoine de Lavoisier وردت في كتابه «أطروحة أولية في الكيمياء»، وهو ما يعني به أنه لا شيء يُخلق من لا شيء ولا شيء يفنى ولكنَّ الأشياء الموجودة سلفًا تتركَّب مع بعضها ثم تنفصل عن بعضها من جديد. أي الأشياء المادية تحافظ على كتلتها وإنما حالة المادة هي التي تتغير، أي أن المادة تغير حالتها بفعل كيميائي ولكن كتلتها لا تنعدم وإنما تتغير في الطبيعة إلى حالات مختلفة اندماجية أو تحولية بفعل كيميائي.

## النص الأصلي كما ورد عن أنطوان لافوازييه
هذا هو النص الأصلي كما ورد عن أنطوان لافوازييه في كاتبه «أطروحة أولية في الكيمياء» (Traité élémentaire de chimie):
```
On voit que, pour arriver à la solution de ces deux questions, il fallait d’abord bien connaître l’analyse et la nature du corps susceptible de fermenter, et les produits de la fermentation ; car rien ne se crée, ni dans les opérations de l’art, ni dans celles de la nature, et l’on peut poser en principe que, dans toute opération, il y a une égale quantité de matière avant et après l’opération ; que la qualité et la quantité des principes est la même, et qu’il n’y a que des changements, des modifications.
```